# Amata rossica
Amata rossica är en fjärilsart som beskrevs av Turati 1917. Amata rossica ingår i släktet Amata och familjen björnspinnare. Inga underarter finns listade i Catalogue of Life.